# Regra da soma
A regra da soma afirma que, dados dois eventos A e B disjuntos (ou seja, que não ocorrem necessariamente simultâneos) onde existem m possíveis resultados para A (m maneiras de A ocorrer) e n possíveis resultados para B, a totalidade de A ou B ocorrerem é n+m. Noutras palavras, as chances de que um dos resultados esperados ocorram é a soma das chances individuais.

## Definição Formal
Pode-se enunciar a Regra da Soma da seguinte maneira:
Dados um número finito de eventos distintos as chances da disjunção entre eles ocorrerem é igual a soma da chances individuais dos eventos.

## Aplicação
Um exemplo comum é o que se segue:
Uma biblioteca tem 20 livros de Agustina Bessa Luís e 45 de Agatha Christie. Um leitor tem à escolha 65 livros entre as duas autoras (20+45=65).